# Gournay-le-Guérin
Gournay-le-Guérin är en kommun i departementet Eure i regionen Normandie i norra Frankrike. Kommunen ligger i kantonen Verneuil-sur-Avre som tillhör arrondissementet Évreux. År 2022 hade Gournay-le-Guérin 119 invånare.

## Befolkningsutveckling
Antalet invånare i kommunen Gournay-le-Guérin
Referens:INSEE